# 14. travnja
14. travnja (14. 4.) 104. je dan godine po gregorijanskom kalendaru (105. u prijestupnoj godini).
Do kraja godine ima još 261 dan.

## Događaji
- 1566. – Kršćanska vojska provalila je na sam Uskrs iz Bihaća i Ripča u Bosnu i nanijela teške gubitke Osmanlijama.
- 1828. – Pravopisni reformist Noah Webster zaštitio je autorskim pravom prvo izdanje svoga rječnika američko engleskog.
- 1865. – Atentat na američkog predsjednika Abrahama Lincolna u Washingtonu.
- 1894. – U New Yorku je predstavljen Edisonov kinetoskop.
- 1912. – Na svome prvom putovanju, britanski prekooceanski putnički brod "Titanic" udario je u ledenu santu usred noći u hladnim vodama sjevernog Atlantika. Potonuo je rano ujutro sljedećeg dana, odnijevši sa sobom više od 1.500 života.
- 1931. – Privremena vlada na čelu s Nicetom Alcalá-Zamorom proglasila je Drugu Španjolsku Republiku.
- 1945. – U Splitu vođa KPH Vladimir Bakarić formira Prvu Narodnu vladu Hrvatske (vlada Narodne fronte Hrvatske).
- 1956. – tvrtka Ampex Corporation prvi put predstavila praktični videorekorder.
- 2020. – broj slučajeva pandemije koronavirusa prestigla je brojku od 2 000 000.

| - 1629. – Christiaan Huygens, nizozemski astronom, matematičar i teorijski fizičar († 1695.) - 1681. – Georg Philipp Telemann, njemački skladatelj († 1767.) - 1803. – Friedrich von Amerling, austrijski slikar († 1887.) - 1820. – Juraj Fridecki, svećenik i pisac gradišćanskih Hrvata († 1887.) - 1862. – Pjotr Stolipin, ruski političar († 1911.) - 1868. – Peter Behrens, njemački arhitekt († 1940.) - 1889. – Augustin Čičić, hrvatski pjesnik i književni kritičar († 1955.) - 1941. – Julie Christie, britanska glumica - 1945. – Ritchie Blackmore, engleski gitarist - 1981. – Jacques Houdek, hrvatski pjevač - 1982. – Mislav Karoglan, hrvatski nogometaš i trener - 1983. – Anita Gaće, hrvatska rukometašica | - 1759. – George Friedrich Händel, njemački skladatelj (* 1685.) - 1894. – Franziska Lechner, njemačka redovnica (* 1833.) - 1917. – Lazar Ludvig Zamenhof, tvorac međunarodnog jezika esperanta (* 1859.) - 1930. – Vladimir Vladimirovič Majakovski, ruski književnik (* 1893.) - 1935. – Emmy Noether, njemačka matematičarka (* 1882.) - 1986. – Simone de Beauvoir, francuska književnica (* 1908.) - 2010. – Peter Steele, američki glazbenik (* 1962.) |